# Hermann Broermann (Maler)
Hermann Broermann (* 7. Januar 1908 in Koblenz; † 3. April 1995 in Grevenbrück im Kreis Olpe) war ein deutscher Maler.

## Leben
Hermann Broermann gilt als Meister der Aquarelltechnik, wobei seine Bilder stark geprägt sind vom Still der Impressionisten. Er war kein Künstler, der nur mit Farbe malte, er nutzte auch das Licht. Er gehörte der Generation von Malern an, die weg vom „Ich male nur was ich sehe“ zur Darstellung ihrer Wahrnehmung schritten.
Das Malerische Werk von Hermann Broermann gibt Zeugnis von seiner tief empfundenen Harmonie mit der Natur. Der Abglanz des Schönen in seinen Bildern ist der Ausdruck dieser Harmonie und des steten Willens, sich von der materieverhafteten Lebensweise zu lösen und mit den lichten Aquarellfarben einen hellen Zufluchtsort zu schaffen, ein Zuhause von schönen Bildern.
Als „Meister der vier Jahreszeiten“ wurde Hermann Broermann schon bezeichnet, bevor er nach dem Zweiten Weltkrieg mit seiner Familie aus dem zerbombten Koblenz nach Grevenbrück, dem Heimatsort seiner Ehefrau zog. Hier setzte er mit seiner Aqarell-Technik seine bevorzugten Themen fort, Landschaften, Blumen und Porträts. Die meisten seiner Landschaftsbilder malte er zu jeder Jahreszeit direkt in der freien Natur, vielfach an der Veischede.
Durch Ausstellungen wurde Hermann Broermann schon 1929 bekannt. Seine Arbeiten fanden eine große Resonanz. Eine Vielzahl öffentlicher Einrichtungen erwarben in den 1950er Jahren seine Werke, wie zum Beispiel das Auswärtige Amt (für Botschaften), das Bonner Postministerium, die Oberpostdirektionen Koblenz und Freiburg, das Bundesarchiv zu Koblenz und Städte wie Trier, Bonn, Koblenz und Köln, außerdem das Kreisheimatmuseum Attendorn und der Kreis Olpe. Auch viele Menschen im Sauerland besitzen ein Bild von Hermann Broermann. Kenner schätzen die markanten Pinselstriche und die kräftigen Tupfer wie auch die zarten Farben des Aquarells.
Hermann Broermann war Mitbegründer des Südsauerländischen Künstlerbundes. Im Mai 1998 wurde sein Lebenswerk in einer Sonderausstellung im Museum der Stadt Lennestadt gewürdigt. Im Jahr 2008 wäre er 100 Jahre alt geworden. Aus diesem Anlass fand im Museum unter dem Motto „Licht, Luft, Erde, Stein“ eine stark beachtete Kunstausstellung mit ausgewählten Werken Broermanns und des Bildhauers Albert Michel statt.